# Bilibili
Bilibili (český přepis Pi-li-pi-li) je web pro sdílení videí se sídlem v Šanghaji, kde mohou uživatelé odesílat, sledovat videa a přidávat k nim komentáře. Od poloviny roku 2010 se Bilibili začalo rozšiřovat k širšímu publiku ze svého původně specializovaného trhu, který se zaměřoval na animaci, čínské komiksy a hry (ACG) a stal se jednou z hlavních čínských over-the-top streamovacích platforem poskytujících videa na vyžádání, jako jsou dokumenty, estrády a další originální pořady.
Na stránce lze nalézt nejrůznější témata včetně: anime, hudby, tance, vědy a techniky, filmů, dramatu, módy a videoher, ale je také známé pro své rozsáhlé parodie ve stylu kuso od tvůrců subkulturního obsahu. Bilibili umožňuje živé vysílání, kde mohou sledující komunikovat se svými oblíbenými streamery.
Bilibili také nabízí hry, většinou mobilní hry s tematikou ACG, jako je např. čínská verze Fate/Grand Order.
Bilibili je hlavně známé svým rolovacím systémem komentářů danmu (弹幕).
V roce 2015 se odhadovalo, že Bilibili použilo přes 50 milionům uživatelů a 75% z nich bylo mladších 24 let. Ve 3. čtvrtletí 2021 výsledky ukázaly, že se platforma rozrostla a použilo ji kolem 237 milionů aktivních uživatelů. Ve 3. čtvrtletí roku 2022 dosáhl počet měsíčních aktivních uživatelů zhruba 332 milionu, z toho 28,5 milionu bylo platících.

## Funkce
Kromě hostování videoobsahu je hlavní funkcí Bilibili systém titulků v reálném čase, který zobrazuje komentáře uživatelů, které letí po obrazovce z jedné strany do druhé. Říká se jim „rolující komentáře“, danmu nebo také danmaku. Takové titulky jsou vysílány všem divákům v reálném čase a vytvářejí tak opravdový zážitek z chatovací místnosti, ve které mají uživatelé chuť sledovat a chatovat s ostatními. Tento systém nabízí různé ovládací prvky titulků, včetně stylu, formátu a pohybu. Uživatelé mohou také vytvářet přeložené a soramimi titulky nebo speciální efekty s pracně vytvořenými titulky.
Bilibili také nabízí funkci zvanou „pokročilé titulky“, kde uživatelé mohou používat API založené na ECMAScriptu dynamicky měnit titulky danmaku a kreslit různé tvary na obrazovce. Některé funkce byli dříve dostupné pouze s Adobe Flash a nefungovali moc dobře s HTML5. Tato funkce je také dostupná pouze se svolením autora.
Titulky danmaku je sice snadné zveřejnit, ale mohou je zveřejnit pouze registrovaní uživatelé, kteří prošli ověřením a mají propojené telefonní číslo k účtu. Komentáře se obvykle pohybují z pravého konce do levého a pokud diváci tento druh titulků nechtějí, mohou tuto funkci vypnout. Na stránkách Bilibili jsou nabízeny tři typy komentářů: danmaku, horní a spodní komentáře. Nezaregistrovaní uživatelé sice mohou komentovat, ale každý komentář je omezen na 20 znaků. Registrovaní uživatelé pak mohou upravovat velikost a barvu svých komentářů a mají zvýšený limit až na 220 znaků. Autor videa má možnost tyto komentáře uložit nebo smazat. Uživatelé Bilibili často používají akronymy nebo slang, který je jedinečný pro tuto stránku, například kód "2333" pro označení smíchu. Dalším funkce, která je jedinečná pro Bilibili, je spoiler „něco vzrušujícího se blíží“ (高能预警). Toto je druh spoileru, který divákům říká, že se blíží něco vzrušujícího. Výzkum uvádí, že když je hlavním cílem sledování videa zábava, rolující komentáře odpovídají volnočasovým potřebám a sebevyjádření uživatelů. I přesto ministerstvo kultury Číny zkritizovalo systém rolujících komentářů za to, že umožňuje divákům zobrazovat na videích nenávistné zprávy.
Bilibili používá programovací jazyk HTML5 a vydalo verze pro iOS, Android i Windows Phone . Má také službu API, která umožňuje vývojářům třetích stran přistupovat k obsahu webových stránek, seznamů videí, komentářů, titulků, témat a programů a získávat služby pro hromadné publikování rukopisů. Služba je však omezena sazbou a vyžaduje vývojářský klíč pro ověření.